# Ringbrynjan i Tofta

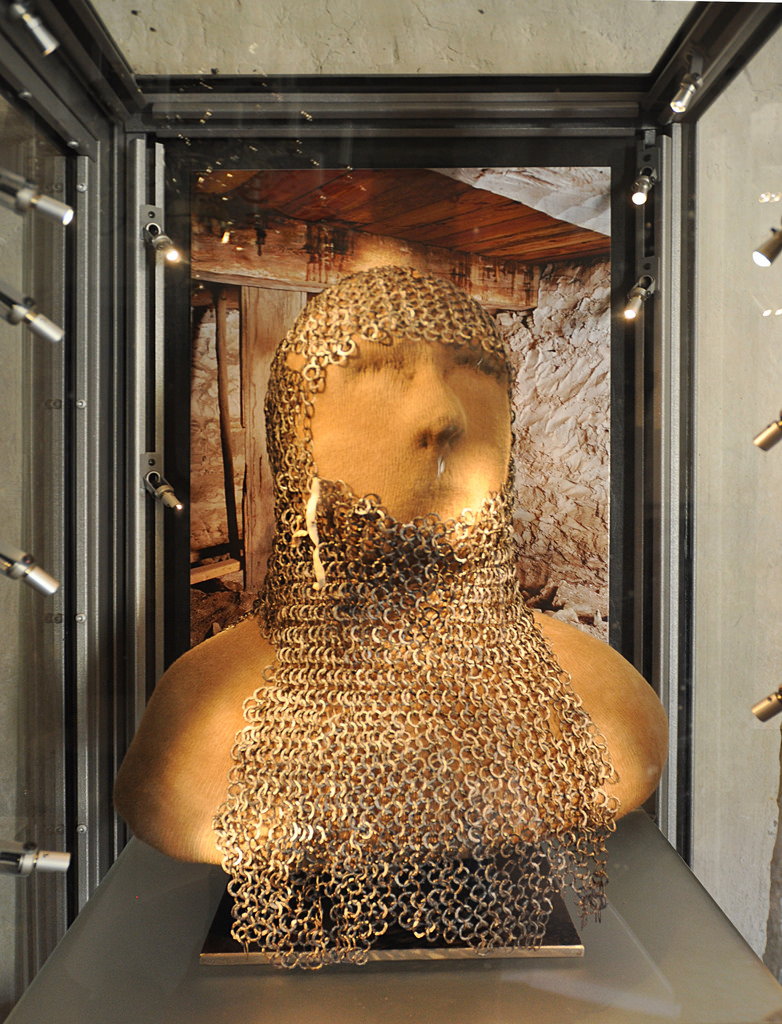

Ringbrynjan i Tofta är en välbevarad ringbrynja eller ringbrynjehuva från mitten av 1200-talet. Lädret i brynjan daterats till år 1250. Brynjan hittades 2004 vid en renovering av Tofta kyrkas torn och förvaras i en säkerhetsmonter i kyrkan.